# Argiope modesta
Argiope modesta — вид павуків-колопрядів з всесвітньо поширеного роду Argiope. Великі, яскраво забарвлені самиці більші в декілька разів за дрібних самців. Живиться великими комахами. Отрута слабка, для людини безпечні. Поширені у Південно-Східній Азії — від Калімантану до Нової Гвінеї та Австралії.
Вид Argiope picta у роді Argiope належить до умовної групи видів, близьких до A. aetherea.

## Опис
Черевце самиці характерної п'ятикутної форми, з досить глибоким розділенням на часточки. Спинна поверхня черевця з глибокими заглибинами.

## Спосіб життя і поведінка
Самець украй рідко залишає членик педипальпи (емболіум) у статевому отворі самиці.

## Розповсюдження
Поширений на островах Індонезії: на Яві, Ломбоку, Калімантані, Тиморі, Сулавесі. Також відомий з Західної Австралії.